# Старьковское болото
Старьковское болото (Москворецкая лужа) — природный объект, расположенный на территории сельского поселения Замошинское Можайского района Московской области. Непосредственно с юга прилегает к федеральной автомобильной дороге М1 «Беларусь» (Минскому шоссе), за которым расположено урочище (бывшая деревня) Старьково, по которому и названо. Ближайшие населённые пункты — Поповка в 2 км на северо-восток и Некрасово в 4 км на юго-запад. В 5 км к северо-западу расположена железнодорожная станция Дровнино Белорусского направления.

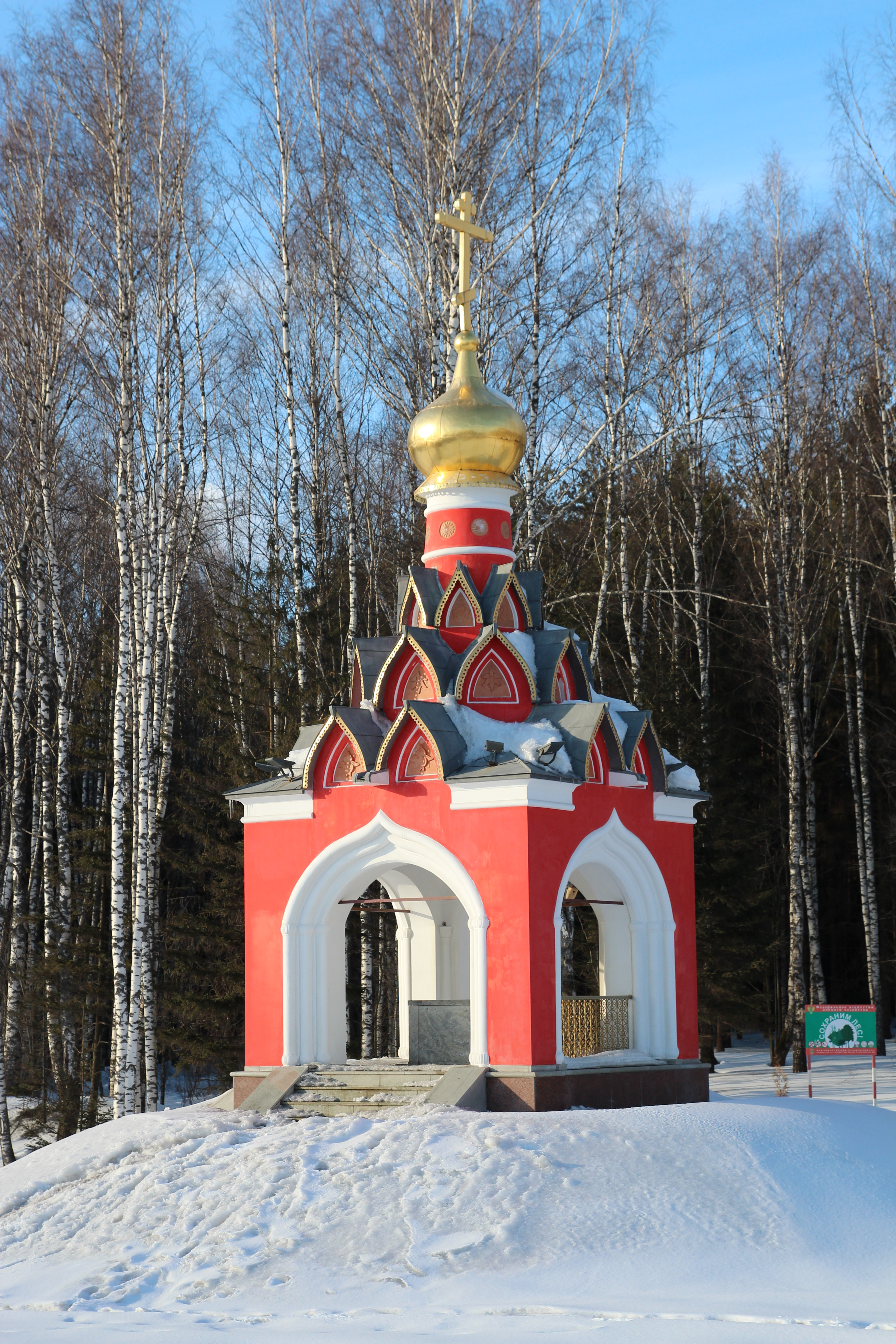
Часовня на месте предполагаемого истока реки у автодороги Беларусь

Считается истоком реки Москвы, место отмечено часовней, возведённой в 2004 году.